# Liste von Siegelmuseen
In einem Siegelmuseum wird die Bedeutung, Geschichte und Herstellung von Siegeln aus verschiedenen Epochen und Regionen dargestellt.

## Liste von Siegelmuseen
- Siegelmuseum (Waldenburg) im Schloss Waldenburg in Waldenburg
- Nationales chinesisches Siegelmuseum
- Siegelmuseum[1] in La Spezia in Norditalien[2]
- Elsässisches Siegelmuseum[3] in La Petite-Pierre (deutsch: Lützelstein), einer Gemeinde in den nördlichen Vogesen[4]